# Sherron Mills
Pour les articles homonymes, voir Mills.
Sherron Mills, né le 29 juillet 1971, à Salisbury, au Maryland et mort le 17 janvier 2016, à Baltimore, au Maryland, est un ancien joueur américain, ayant la nationalité turque, de basket-ball. Il évolue au poste de pivot. Il est décédé de la sclérose latérale amyotrophique.